# Хапоэль (баскетбольный клуб, Иерусалим)
«Хапоэль» Иерусалим («Красные») — израильский профессиональный мужской баскетбольный клуб из Иерусалима. Двукратный чемпион Израиля по баскетболу  сезонов 2014/2015, 2016/2017. Победитель Кубок УЛЕБ 2004. С 2023 года владельцем клуба является Матан Адельсон, сын Шелдона Адельсона и Мириам Адельсон.

## История

### Первые десятилетия

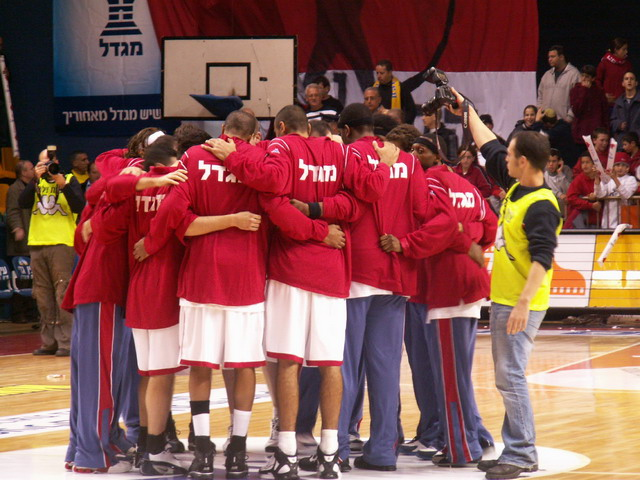
Игроки «Хапоэля» перед игры против «Маккаби» из Тель-Авива. 2006 год.

Баскетбольный клуб «Хапоэль» Иерусалим был основан в 1943 году. Впервые принял участие в премьер-лиге в 1955 году. В 1950-х и 1960-х годах играл в первом дивизионе, имея в составе заметных игроков, таких как Дэвид Камински и Амир Берлинский. В следующие два десятилетия были как взлеты так и падения. «Хапоэль» постоянно переходил между первым и вторым дивизионами.
В 1986 году команда во главе с тренером Сими Ригером, после пяти лет подряд во втором дивизионе, вышла в Премьер-лигу. С тех пор «Хапоэль» больше не покидал Премьер-лигу и стал играть заметную роль в израильском баскетболе.

### 1990-е годы
В 1996 и 1997 годах, «Хапоэль» выиграл кубок страны, победив тель-авивский «Маккаби»  в финале. Команда играла во главе с Ади Гордоном, считающимся символом команды и одним из его лучших игроков.

### 2000-е годы
В 2004 году «Хапоэль» Иерусалим выиграл свой первый Европейский титул — Кубок УЛЕБ, победив «Реал Мадрид» в финале в Шарлеруа, Бельгия.
В 2005 году, израильско-русский миллиардер Аркадий Гайдамак приобрел крупный пакет акций клуба. В результате, в клуб перешли четыре американских игрока, среди которых были Роджер Мейсон и Марио Остин. Так же в команду пришла израильская звезда — Меир Тапиро.
В 2007 году «Хапоэль» выиграл свой третий кубок, победив «Бней ха-Шарон» с результатом 103-85 на Nokia Arena.
В начале 2008 года «Хапоэль» выиграл свой четвёртый кубок, победив «Маккаби» Тель-Авив 93-89. В конце 2008 году «Хапоэль» выиграл свой первый Кубок Лиги, победив «Ирони Нагария».
В сентябре 2009 год нефтяной магнат Гума Агияр присоединился к «Хапоэль» Иерусалим в качестве спонсора команды и помог оплатить долги, оставленные Гайдамаком. В 2009 году «Хапоэль» победил «Маккаби» Тель-Авив в финале Кубка Лиги, выиграв его второй раз подряд.
Через год после таинственного исчезновения Гумы Агияр, новая группа собственности во главе с предпринимателем Ури Алоном взяла под свой контроль долги клуба и стала финансовым спонсором.

### 2010-е годы
20 июня 2014 года в клуб подписал контракт с тренером Дэнни Франко.
25 июня 2014 года, исполнительный совет Евролиги единогласно согласился передать «Хапоэлю» право конкурировать за место в квалификации Евролиги. Шаг был сделан в свете того, что «Хапоэль» позиционирует себя как перспективный клуб с новой группой собственности, с высокой стабильностью и совершенно новой ареной на 11,600 мест.
В сентябре 2014 года «Хапоэль» победил «Маккаби» в финале кубка Лиги, выиграв первый титул в сезоне.
25 июня 2015 года выиграл впервые  чемпионат Израиля, победив в финале серии команду «Хапоэль Эйлат». В 2017 году, «Хапоель» во второй раз стал чемпионом страны.

## Титулы
- Кубок УЛЕБ: 2004
- Чемпион Израиля: 2015, 2017
  - Серебряный призёр: 1996, 1997, 1999, 2001, 2006, 2007, 2016
- Кубок Израиля: 1996, 1997, 2007, 2008, 2019
- Кубок Лиги: 2009, 2010, 2015

## Сезоны
| Сезон   | Чемпионат Израиля           | Кубок Израиля | Еврокубки                               | Кубок Лиги    |
| ------- | --------------------------- | ------------- | --------------------------------------- | ------------- |
| 1991/92 | 5-е место                   | -             | -                                       | -             |
| 1992/93 | 4-е место                   | -             | -                                       | -             |
| 1993-94 | 4-е место                   |               |                                         |               |
| 1994-95 | 6-е место                   |               |                                         |               |
| 1995-96 | Финалист                    | Обладатель    |                                         |               |
| 1996-97 | Финалист                    | Обладатель    | Кубок обладателей кубков: четвертьфинал |               |
| 1997/98 | 3-е место                   | четвертьфинал | Супролига: Гр.этап                      |               |
| 1998/99 | 1-е место (регулярное лига) | Финалист      | Кубок обладателей кубков: 1/8 финал     |               |
| 1999/00 | 7-е место                   | Финалист      | Кубок обладателей кубков: 1/8 финал     |               |
| 2000/01 | 2-е место                   | Финалист      | Евролига: Первый раунд                  |               |
| 2001/02 | 3-е место                   | Финалист      | Кубок обладателей кубков: Полуфинал     |               |
| 2002/03 | 8-е место                   |               | Кубок ФИБА Европы: Четвертьфинал        |               |
| 2003/04 | 5-е место                   | Финалист      | Кубок УЛЕБ: Обладатель                  |               |
| 2004/05 | 4-е место                   | 1/8 Финал     | Кубок УЛЕБ: Групповой этап              |               |
| 2005/06 | 2-е место                   | Финалист      | Кубок УЛЕБ: Полуфинал                   |               |
| 2006/07 | 2-е место                   | Обладатель    | Кубок УЛЕБ: Четвертьфинал               | 3-е место     |
| 2007/08 | 6-е место                   | Обладатель    | Кубок УЛЕБ: ТОП-32                      | Финалист      |
| 2008/09 | 4-е место                   | полуфинал     | Кубок вызова ФИБА: Групповой этап       | Обладатель    |
| 2009/10 | 3-е место                   | 1/8 финал     | Кубок Европы: Четвертьфинал             | Обладатель    |
| 2010/11 | 3-е место                   | 1/8 финал     | Кубок Европы: Четвертьфинал             | Финалист      |
| 2011/12 | 3-е место                   | Четвертьфинал | Кубок Европы: Четвертьфинал             | Финалист      |
| 2012/13 | 5-е место                   | Полуфинал     | Кубок Европы: Групповой этап            | Полуфинал     |
| 2013/14 | 3-е место                   | Четвертьфинал | Кубок Европы: Четвертьфинал             | Финалист      |
| 2014/15 | Чемпион                     | Финалист      | Кубок Европы: Групповой этап            | Обладатель    |
| 2015/16 | Финалист                    | Четвертьфинал | Кубок Европы: 1/32 финал                | 1/8 финал     |
| 2016/17 | Чемпион                     | Финалист      | Еврокубок: полуфинал                    | Обладатель    |
| 2017/18 | Полуфинал                   | Полуфинал     | Кубок Европы: Групповой этап            | Четвертьфинал |
| 2018/19 |                             | Обладатель    |                                         | Полуфинал     |